# Ernst Bauerochse
Ernst Bauerochse (* 7. Juni 1925 in Hermannsburg, Niedersachsen; † 11. Februar 2025) war evangelischer Pfarrer, Missionar und Kirchenvertreter.

## Leben

### Jugend und Ausbildung
Nach dem Schulbesuch in Hermannsburg und Eschede begann Ernst Bauerochse 1940 eine Sparkassenlehre. 1943 wurde er zur Wehrmacht eingezogen, 1945 zum Leutnant der Reserve befördert. Im gleichen Jahr geriet er in französische Kriegsgefangenschaft. Im Gefangenenlager setzte er sich intensiv mit dem Erlebten auseinander und entschloss sich, nicht in seinen erlernten Beruf zurückzukehren. Er widmete sein Leben der Weitergabe christlicher Liebe in einer Welt voll Feindschaft und Hass, wie er sie erfahren hatte. Bereits im Gefangenenlager nutzte er die Gelegenheit, mit dem Studium der Theologie zu beginnen.
Wegen des fehlenden Abiturs war ihm nach der Entlassung aus dem Kriegsgefangenenlager 1947 ein Universitätsstudium verwehrt. Darum trat er 1947 in das Seminar der evangelisch-lutherischen Hermannsburger Mission ein. Das akademische Jahr 1949/50 verbrachte er an der Universität Durham in Nordengland, das folgende Jahr an der Universität Hamburg, wo er neben Theologie die äthiopischen Sprachen Amharisch und Oromiffa studierte. Er wurde für den Einsatz in der Mission in Äthiopien ausgewählt, musste aber bis 1954 warten, weil die kaiserliche äthiopische Regierung ihm keine Einreisegenehmigung gewährte. In dieser Zeit arbeitete er als Vikar in der Kirchengemeinde Burgdorf bei Hannover. 1952 heiratete er Brunhilde Engemann aus Paderborn.

### Missionstätigkeit in Äthiopien
1954 konnte das Ehepaar Bauerochse mit dem 1953 geborenen Sohn Hartmut nach Äthiopien ausreisen. Dort begann Ernst Bauerochse seine Arbeit auf der Missionsstation Aira in der westlichen Provinz Wallagga. 1961 gründete Bauerochse dort eine Bibelschule, weil die rasche Ausbreitung evangelischer Gemeinden den Einsatz einheimischer Evangelisten notwendig machte. Bauerochse wurde 1957 zum Feldleiter der Mission und 1963 zum Missionssuperintendenten ernannt.
1967 berief der Lutherische Weltbund Bauerochse als stellvertretenden Direktor an den 1963 in der Nähe der äthiopischen Hauptstadt Addis Abeba errichteten Rundfunksender „Radio Voice of the Gospel“. 1970 übernahm Bauerochse die Gesamtleitung des Senders.

### Tätigkeiten in Deutschland
Nach zwanzigjähriger Tätigkeit in Äthiopien kehrte Ernst Bauerochse 1974 mit seiner Familie, zu der auch die 1955 bzw. 1963 geborenen Söhne Wolfgang und Lothar gehörten, nach Deutschland zurück. Die Hannoversche Landeskirche setzt ihn zunächst als Geschäftsführer des Landeskirchlichen Missionsrates ein. 1977 wurde die Hermannsburger Mission mit einem Teil der Leipziger Mission zusammengeschlossen zum Evangelisch-lutherischen Missionswerk in Niedersachsen, und Bauerochse begann in diesem Werk ein Bildungsreferat. Darin fand unter anderem auch die entwicklungsbezogene Bildung ihren Ort. Gleichzeitig war Bauerochse der Beauftragte der Trägerkirchen des Missionswerks (Hannover, Braunschweig, Schaumburg-Lippe) für den Kirchlichen Entwicklungsdienst. Er führte diese Beauftragung auch noch über den Zeitpunkt seiner Pensionierung (1989) einige Jahre fort. Gleichzeitig war er Vorsitzender des e. V. Leipziger Mission (West), bis der Verein sich nach der Vereinigung von Ost- und Westdeutschland 1992 auflöste.
Im Ruhestand forschte er zur Geschichte der Mission in Äthiopien und zur Geschichte der Evangelischen lutherischen Kirche Mekane Yesus in Äthiopien und publizierte mehrere Bücher und Aufsätze. Weitere Arbeitsgebiete von Bauerochse nach dem Eintritt in den Ruhestand waren Themen der Lokalgeschichte und die plattdeutsche Sprache.

## Schriften
in der Reihenfolge des Erscheinens
- Die offene Tür. Beobachtungen und Erfahrungen im Gallaland. Verlag der Missionshandlung, Hermannsburg 1957.
- Zum Hirten berufen. Verlag der Missionshandlung, Hermannsburg 1959.
- Christen in Äthiopien. Freimund Verlag, Neuendettelsau 1986.
- Gottes Pioniere in Äthiopien. In: Jahrbuch des Ev.-luth. Missionswerkes in Niedersachsen, Hermannsburg 1994, S. 33–40.
- Die Arbeit in Äthiopien. In: Ernst-August Lüdemann (Hrsg.): Vision Gemeinde weltweit. 150 Jahre Hermannsburger Mission und Ev.-luth. Missionswerk in Niedersachsen. Verlag der Missionshandlung, Hermannsburg 2000, S. 585–683.
- Eine Jugend in Zeiten des Krieges (= Volksbund Deutsche Kriegsgräberfürsorge (Hrsg.): Erzählen ist erinnern, Band 49). Pößneck 2005.
- Die Hermannsburger Mission im Zeitalter des Totalitarismus. In: Georg Gremels (Hrsg.): Die Hermannsburger Mission und das „Dritte Reich“. Zwischen faschistischer Verführung und lutherischer Beharrlichkeit. Lit, Münster 2005, ISBN 3-8258-8972-6, S. 127–140.
- Ihr Ziel war das Oromoland. Die Anfänge der Hermannsburger Mission in Äthiopien. Lit, Münster 2006, ISBN 3-8258-9567-X.
- In Dienst genommen. Erinnerungen eines Missionars. Ludwig-Harms-Haus, Hermannsburg 2007, ISBN 978-3-937301-48-8.